# Зоологическа градина „Шьонбрун“
Зоологическата градина „Шьонбрун“ е зоопарк във Виена, разположен в парка на двореца Шьонбрун. Открит е през 1752 и е най-старият зоопарк в света.

## История
Инициатор на създаването на зоопарка е император Франц I. Първоначално представлявал голям павилион за имперски закуски с 13 кръгово разположени около него клетки с животни.
През 1779 е открит за свободни посещения с безплатен вход. Йозеф II организира няколко експедиции в Африка и Америка за попълване на колекцията на зоопарка. През 1828 е докаран първият жираф, което се превръща в грандиозно събитие за цяла Виена. На 14 юли 1906 тук се ражда първият в света слон в неволя. До Първата световна война в зоопарка вече има 3500 животни от над 700 вида. Двете световни войни обаче нанасят сериозни щети на зоопарка и броят на животните през 1945 е едва 400.
През 80-те години на XX век. Виенският зоопарк изпада в сериозна финансова криза и през 1992 е приватизиран. През 2002 чества 250-годишен юбилей, а днес разполага с 4600 животни от 480 вида, на площ от 17 хектара. Виенският зоопарк е един от двата в Европа (освен Берлинския), които разполагат с Големи панди. На 23 август 2007 тук се ражда първата в Европа Голяма панда. Сред най-интересните атракции е павилионът „Борнео“, в който се поддържа влажността и температурата на дъждовна гора и могат да се видят на живо уникалните представители на тази екосистема.